# Životinjski san
Životinjski san se odnosi na bihevioralno i fiziološko stanje koga karakteriše promenjena svest, smanjeno reagovanje na spoljašnje stimuluse i homeostatska regulacija. Spavanje je proučavano kod sisara, ptica, gmizavaca, vodozemaca, nekih riba i, u nekom obliku, kod insekata, pa čak i kod primitivnijih životinja kao što su nematode. Biološki časovnik nameće noćni san za dnevne životinje (ljudi) i dnevni san za noćne životinje (glodari). Pravila spavanja variraju od vrste do vrste. Očigledno je da je san neophodan za sve sisare i većinu drugih životinja.

## Definicija
Postoji fiziološka i bihevioralna definicija sna. U fiziološkom smislu, san karakterišu reverzibilna nesvesnost, specifični moždani talasi, sporadičan pokret očiju, snižen mišićni tonus i oporavak nakon umora.U bihevioralnom smislu, san karakterišu minimalni pokreti, neodgovaranje na spoljašnje stimuluse, usvajanje određenog položaja i zauzimanje skloništa, što se obično ponavalja 24 sata dnevno. Fiziološka definicija važi za ptice i sisare, ali kod ostalih životinja, koje nemaju tako kompleksno građen mozak, bihevioralna definicija se češće koristi. Kod veoma primitivnih životinja jedino važi bihevioralna definicija sna, a čak ni njihovo ponašanje možda nije dovoljno da se napravi razlika između sna i budnosti.San je izuzetno reverzibilan, za razliku od hibernacije ili kome i nedovoljno spavanje dovodi do potrebe za dužim i dubljim snom.

## Nužnost
Da spavanje nije neophodno u prirodi bi se našle:
- Životinje koje uopšte ne spavaju
- Životinje kojima nije potreban san kao odmor nakon što ostanu budne duže nego inače
- Životinje koje ne pate od teških posledica zbog nedostatka sna

Osim nekoliko primitivnih životinja koje nemaju ili imaju veoma jednostavan mozak, do dana današnjeg nije pronađena nijedna životinjska vrsta koja zadovoljava ove kriterijume.Iako neke vrste ajkula, kao što su velike bele ajkule i čekićare, moraju stalno da budu u pokretu da bi dovodili oksigenisanu vodu u svoje škrge, moguće je da one svakako spavaju koristeći samo jednu moždanu hemisferu. Međutim, ostaje da se dokaže da li su ribe zaista sposobne za unihemisferno spavanje.

## Beskičmenjaci
Čini se da san kao fenomen ima veoma duboke evolucione korenove. Kod jednoćelijskih organizama san nije neminovan, mada mnogi od njih imaju izražene biološke ritmove. Meduza kasiopeja je najprimitivniji organizam kod koga su se proučavala stanja nalik na spavanju. Nematoda C.elegans je još jedan primitivni organizam kome je potreban san. Ovde se faza zamora odvija u kratkom vremenskom roku što prethodi periodu presvlačenja. Ova činjenica ukazuje da je san kod primitivnih organizama povezan sa procesima razvića. Osim toga, rezultati studija sugerišu da je san potreban da bi došlo do promena u nervnom sistemu.
Elektrofiziološko proučavanje sna kod malih beskičmenjaka je komplikovano. Insekti prolaze kroz biološke ritmove aktivnosti i pasivnosti, ali za neke od njih se čini da nemaju homeostatsku potrebu za snom. Čini se da insekti nemaju REM san. Međutim, voćne mušice izgleda da spavaju i remećenje njihovog sna dovodi do kognitivnih nesposobnosti.Postoji nekoliko metoda merenja kognitivnih funkcija kod voćnih mušica. Uobičajena metoda je pustiti mušice da izaberu da li će da lete kroz tunel koji dovodi do izvora svetlosti ili kroz mračan tunel. Pod normalnim okolnostima, mušice privlači svetlost. Ali ako je šećer postavljen na kraju mračnog tunela, a nešto što ih odbija postavljeno kod izvora svetlosti, mušice će naučiti da lete prema mraku. Mušicama koje su lišene sna treba mnogo više vremena da nauče i takođe mnogo brže zaboravljaju. Ako je zglavkar eksperimentalno držan u budnom stanju duže nego što treba, onda će se dolazeći period odmora produžiti. Kod bubašvaba taj period karakterišu oborene antene i smanjena osetljivost na spoljašnje stimuluse.San je opisan i kod rakova kod koga se uočava pasivnost, povećani pragovi reagovanja na spoljašnje stimuluse, kao i promene EEG koji je značajno drugačiji nego kod budnih rakova.Za medonosne pčele se pretpostavlja da mogu i da sanjaju.

## Spoljašnje veze
- San kod riba